# París-Roubaix 1910
La 15.ª edición de la carrera ciclista París-Roubaix tuvo lugar el 27 de marzo de 1910 y fue ganada por segunda vez consecutiva por el francés Octave Lapize. 

## Clasificación final
|    | Ciclista             | Equipo        | Tiempo     |
| -- | -------------------- | ------------- | ---------- |
| 1  | Octave Lapize        | Alcyon-Dunlop | 9h 05' 12" |
| 2  | Cyrille van Hauwaert | Alcyon-Dunlop | m.t.       |
| 3  | Eugène Christophe    | Alcyon-Dunlop | m.t.       |
| 4  | Édouard Léonard      | Alcyon-Dunlop | a 48"      |
| 5  | Charles Crupelandt   | Nils-Supra    | a 7' 33"   |
| 6  | René Vandenberghe    | -             | a 12' 48"  |
| 7  | Emile Georget        | La Française  | a 12' 49"  |
| 8  | Jules Masselis       | Alcyon-Dunlop | a 15' 18"  |
| 9  | Gustave Garrigou     | Alcyon-Dunlop | a 17' 48"  |
| 10 | Joseph Van Daele     | -             | m.t.       |